# Controtempo (gruppo musicale)
I Controtempo sono un gruppo rock italiano originario di Modena, prodotto da Beppe Carletti dei Nomadi.

## Storia del gruppo
I Controtempo nascono nel 2004 in un bar della provincia di Modena.
Pubblicano nel 2010 il loro primo singolo Come Bud Spencer e Terence Hill, nel cui videoclip partecipano gli attori Bud Spencer e Terence Hill, presentato alla kermesse "Roma Videoclip" e alla 68ª Mostra del Cinema di Venezia.
Nel 2011 la pubblicazione del primo album In tutti i giorni eroi per DMB MUSIC, con la produzione artistica di Alex Bagnoli e Massimo Varini. 
Nel disco sono contenuti i singoli Come Bud Spencer e Terence Hill, Musica nello stomaco (nel cui videoclip hanno recitato Pamela Saino e i dj di Radio Bruno Robby Mantovani, Enzo Ferrari e Andrea Lancellotti) ed Eroi (con gli atleti disabili di Sen Martin Wheelchair Hockey e gli sportivi Luca Toni, Alberto Tomba, Luca Cantagalli, Franco Bertoli, per il Bologna Fc Marco Di Vaio, Robert Aquafresca, Daniele Portanova e Alessandro Diamanti, per Casa Modena Volley Angel Dennis e Loris Manià).
Parallelamente ad Eroi, la band è stata coinvolta in un progetto di sensibilizzazione sui temi della disabilità e dello sport, presentato nelle scuole della provincia di Modena e promosso dal CSI.
La band partecipa alla compilation Rock for Genova con il brano Eroi, i cui introiti vengono interamente devoluti in beneficenza alla Caritas di Genova, a seguito dell'alluvione
Nell'estate 2012, la band viene invitata da Radio Bruno al concerto di beneficenza Teniamo Botta a seguito del terremoto in Emilia Romagna.
La stessa estate i Controtempo pubblicano la cover Il gatto e la volpe di Edoardo Bennato, presentandola al concerto di beneficenza Tutti insieme per...Cavezzo, tenutosi su una chiatta a Camogli.
Da Settembre inizia la collaborazione con la Nazionale Italiana Cantanti e con Beppe Carletti dei Nomadi, quest'ultimo in veste di discografico.
Ad Ottobre 2012 viene pubblicato l'inedito Rock sulla strada, con il featuring di Federico Poggipollini e di Maurizio Solieri, rispettivamente chitarristi storici di Luciano Ligabue e Vasco Rossi.
Nel Dicembre del 2012 la band pubblica l'inedito È Natale per noi con la partecipazione del coro di voci bianche Mitici Angioletti diretto da Mariafrancesca Polli (il videoclip, girato ad Assisi, vede la partecipazione di Lorenzo Crespi).
I Controtempo vengono invitati alla trasmissione di Rai uno Buon Natale con Frate Indovino di Bibi Ballandi, presentata da Fabrizio Frizzi.
Nello stesso periodo natalizio, Antonella Clerici utilizza il brano È Natale per noi durante la trasmissione tv La prova del cuoco.
Sabato 16 febbraio 2013 i Controtempo sono ospiti dei Nomadi al XXI Tributo ad Augusto e vengono scelti come supporter del tour estivo per i 50 anni di storia della band.
Il 13 dicembre 2013 la band tiene un concerto al Vox di Nonantola insieme a Maurizio Solieri e Federico Poggipollini, rendendolo interamente disponibile in streaming video.
Il febbraio successivo la band viene nuovamente invitata dai Nomadi per il XXII Tributo ad Augusto a Novellara.
I Controtempo siglano un accordo discografico con Beppe Carletti per la pubblicazione di un doppio album dal titolo Noi Controtempo, contenente una riedizione (risuonata e ri-arrangiata) del primo album In tutti i giorni eroi e il nuovo On the road, che ha visto il featuring al piano e agli archi dello stesso Beppe Carletti sul brano Quanto vale una lacrima, di Federico Poggipollini e Maurizio Solieri per le chitarre di Rock sulla strada e del maestro Angelo Valsiglio per gli arrangiamenti di Le ali che non ho.
L'album viene anticipato dal singolo Caro allenatore, pubblicato a Maggio 2014, nel cui videoclip hanno partecipato Emiliano Mondonico, Carlo Ancelotti, Giovanni Trapattoni, Beppe Carletti e Sandro Giacobbe.
Dal 2016 si aggiungono ai Controtempo altri musicisti, e la band realizza il nuovo inno del Centro Sportivo Italiano dal titolo "Dove ogni maglia ha un'anima" e il singolo "Luce negli occhi" prodotto da Elvezio Fortunato. I due brani anticipano l'uscita del terzo album del gruppo: il libro disco "Le illusioni dei pazzi" prodotto dai Controtempo insieme a Giacomo Dalla.
Le canzoni dell'album si intrecciano con i capitoli dell'omonimo romanzo scritto da Marco Spaggiari.
Nel giugno 2019 la band presenta il singolo "Generazione oltre la crisi" al Teatro Ariston di San Remo come ospiti della 32ª edizione di San Remo Rock.

## Formazione
- Marco Spaggiari - voce e chitarra
- Patrizio Pastorelli - basso
- Daniele Bettuzzi - chitarra
- Elvis Nascetti - chitarra (fino al 2016)
- Michele Lambertini - batteria
- Andrea Pozzetti - tastiere (fino al 2016)
- Luca Benazzi - batteria
- Luca Mario Lo Munno - tastiere
- Daniele Rossi - sax
- Eugenio Gollini - chitarra acustica

## Discografia

### Album in studio
- 2011 - In tutti i giorni eroi
- 2014 - Noi Controtempo
- 2018 - Le illusioni dei pazzi

### Singoli
- Come Bud Spencer e Terence Hill
- Eroi
- Musica nello stomaco
- Grazie
- Angeli sotto le nuvole
- Il gatto e la volpe - cover di Edoardo Bennato
- Rock sulla strada con Federico Poggipollini e Maurizio Solieri
- È Natale per noi
- Balla il ritmo con Madback
- Caro allenatore
- Le ali che non ho
- Ridi dei tuoi guai
- Spiegami la vita
- La strada dei sogni
- Luce negli occhi
- Dove ogni maglia ha un'anima
- Le illusioni dei pazzi
- Generazione oltre la crisi
- La vita è un miracolo

## Videografia
- Come Bud Spencer e Terence Hill
- Eroi
- Musica nello stomaco
- Grazie
- Angeli sotto le nuvole
- Il gatto e la volpe - cover di Edoardo Bennato
- Rock sulla strada con Federico Poggipollini e Maurizio Solieri
- È Natale per noi
- Balla il ritmo con Madback
- Caro allenatore
- Le ali che non ho
- Ridi dei tuoi guai
- Spiegami la vita
- La strada dei sogni
- Luce negli occhi
- Dove ogni maglia ha un'anima
- Le illusioni dei pazzi
- Generazione oltre la crisi
- La vita è un miracolo

## Nomination e premi
- 2010 - Roma Videoclip: il cinema incontra la musica
- 2011 - 68ª Mostra del Cinema di Venezia
- 2014 - Promotori di pace per La casa del Tibet

### Apparizioni in compilation
- Rock for Genova
- Radio Bruno Winter Compilation